# Cervejaria Bojańczyk em Włocławek

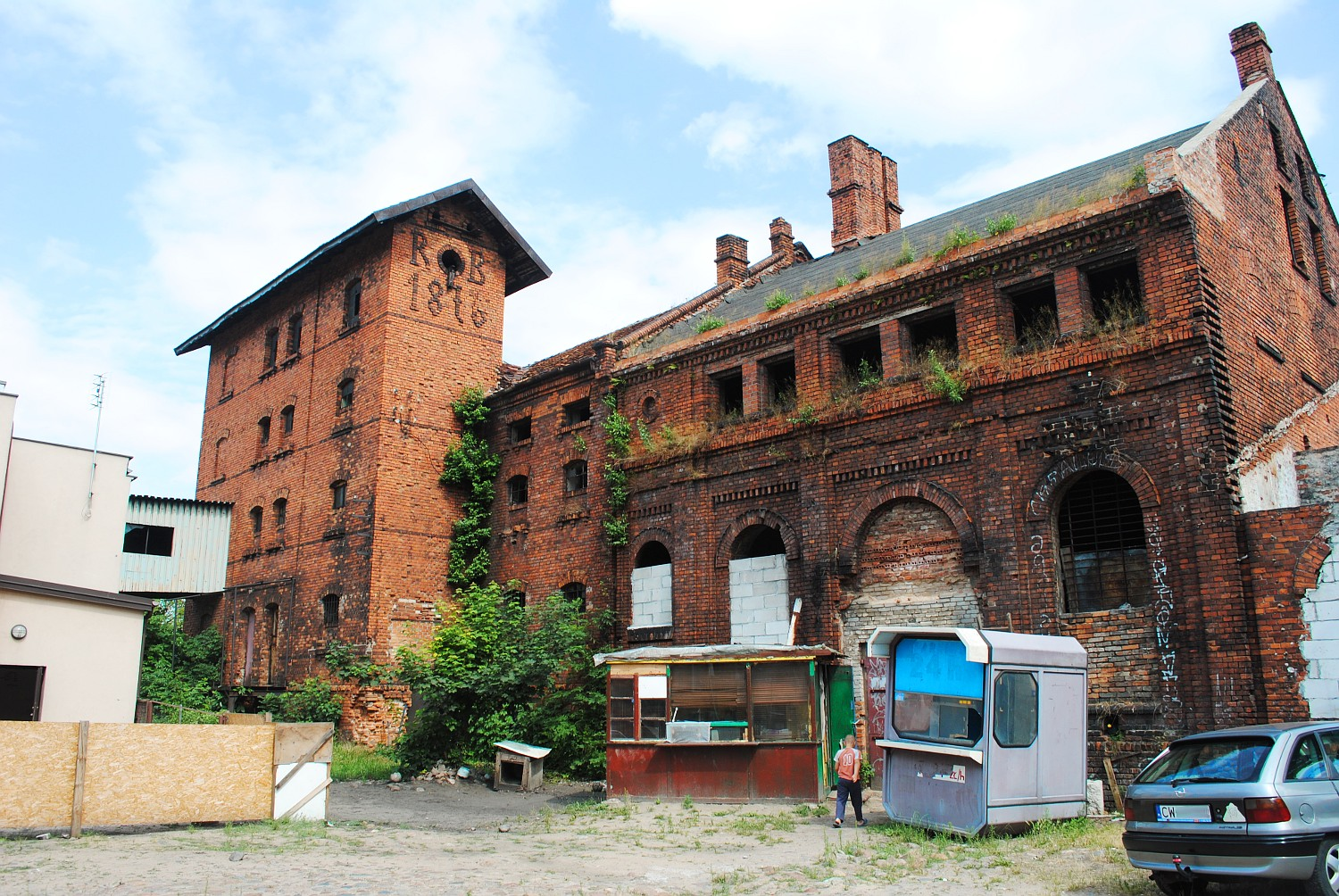
Armazém 1 e 2

Cervejaria Bojańczyk em Włocławek– o complexo de fabricas na Cervejaria Bojańczyk histórica dos anos 1832-1880. Consiste 5 edifícios: principal da Cervejaria, 3 armazéns e a Casa de Administrador.

## História
A Cervejaria foi fundada em 1832 por Kazimierz Bojańczk. Inicialmente foi produzida aqui vodka e só depois cerveja da quantidade umas centenas de barris annualmente. Cervejaria foi uma das maiores na cidade ficando na família Bojańczyk mesmo depois a morte de Kazimierz, quando o filho dele, Rafał, e o neto Wincenty tornaram-se os proprietários. Em 1866, quando o filho Rafał conduziu a cervejaria, um balde de cerveja custou 30 copeques. Desde da fundação, a Cervejaria foi desenvolvida gradualmente. Como primeiro foi construído, em 1832, o edifício principal da Cervejaria e depois, em 1878, foram construídas 3 armazéns. O último objeto, que foi feito, foi a Casa de Administrador de 1880. A Cervejaria pertenceu a família Bojańczyk até o fim da Segunda Guerra Mundial quando ficou nacionalizado. Neste tempo mudava os proprietários entra família. Até 1914 administrou Jerzy Bojańczyk. Primeira Guerra Mundial causou inibição do desenvolvimento da Cervejaria e em 1921 Wincenty Bojańczyk vendeu o objeto a sociedade anônima do qual fundador foi o seu filho Jerzy. Uma produção de cerveja estava no nível de 5600 hectolitros. O fim da Segunda Guerra Mundial resultou em nacionalização e fechada da Cervejaria. Quando o Tesouro assumiu o complexo, foi usado como armazéns da distribuição de peixes e edifícios de costura.

## Edifícios

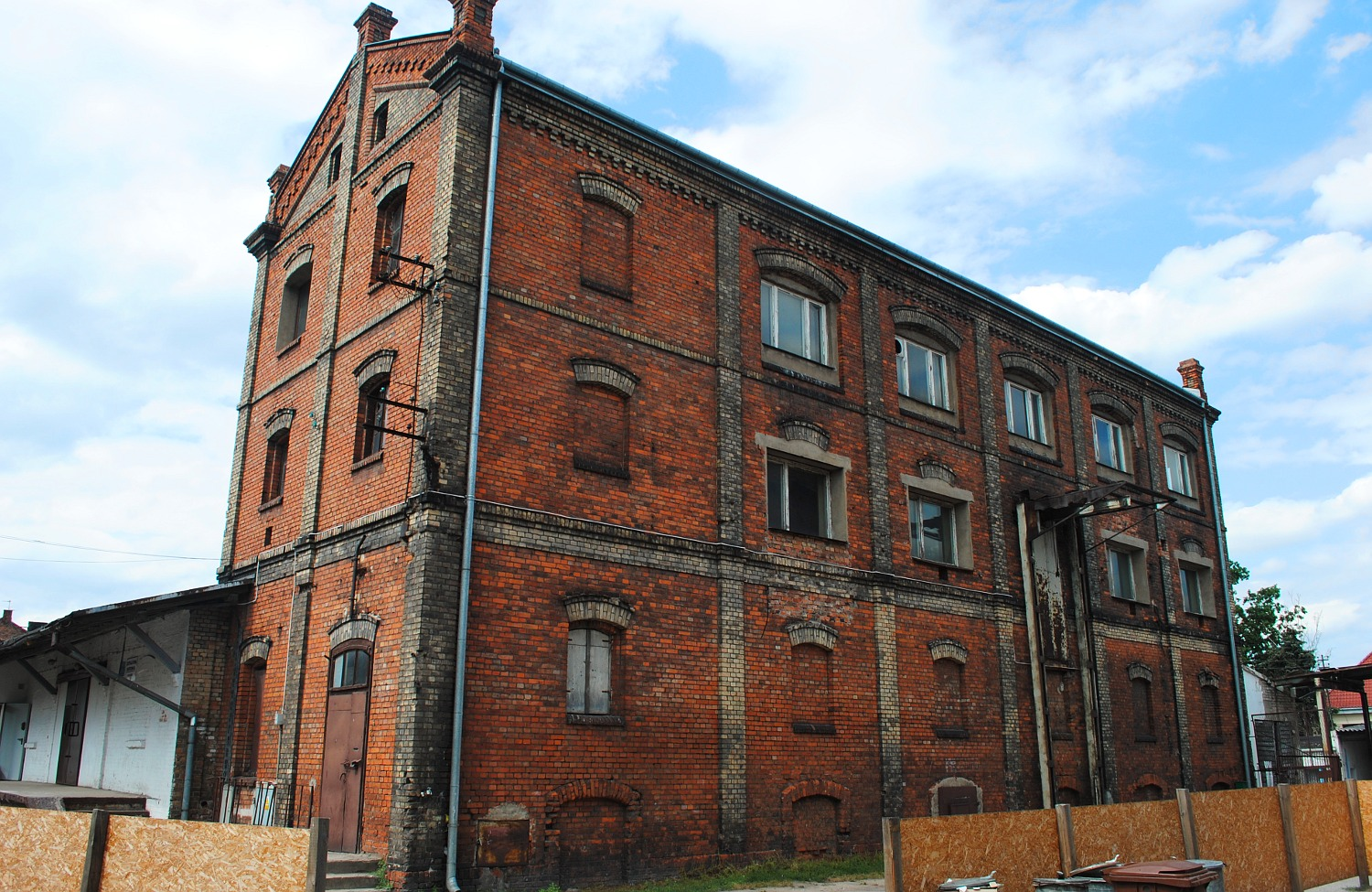
Edifício principal da Cervejaria

O complexo de fábricas consiste 5 edifícios de várias superfície. Todos os edifícios foram construídas nos anos 1832-1880.  

### Edifício Principal
O edificio foi construido em 1832 por Kazimierz Bojańczyk como primeiro e no mesmo tempo como objecto principal da Cervejaria. O edifício é feito de tijolo vermelho queimado. Para sublinhar o detalhe arquitectónico nas fachadas foi usado tijolo mais claro. Nas fachadas, uma lindeza está adicionada pelas janelas cegas, decoradas por traves. As divisões da fachada compõe-se com as fachada do topo.
A fachada frontal, vis-a-vis da entrada da rua Łęgska, é o fragmento mais representativo do edifício graças aos três elementos decorativos verticais de tijolo. Domina notavelmente sobre outros edifícios. Os valores arquitectónicos da Cervejaria são diminuídas pelos vários anexos que em nenhum modo compõe-se com a Cervejaria].  

### Armazém 1
Armazém foi construído em 1878. Mesmo como o edifício principal da Cervejaria, tem 4 andares e é feito de tijolo vermelho queimado. Está encoberto pelo empena de telha cerâmica. O armazém tem adicionado anexo na parte ocidental destinado para escadaria. Por causa das necessidades do uso, os andares tem várias altura.

### Armazém 2
Construído em 1878. O Armazém número 2 está inscrito no registo de monumentos sob o número 413/A do dia 12.06.1998. O objeto  é feito de tijolo vermelho queimado e argamassa. Em conjunto com a armazém 3 e 1 cria um fragmento da fachada da rua Bechi. O edifício tem 3 andares e parcialmente tem porão embora da frente sejam visíveis só 2 andares aéreos. No topo podemos encontrar uma empena na construção de madeira com duas paredes encobertas por um material de isolação de asfalto nas tábuas.

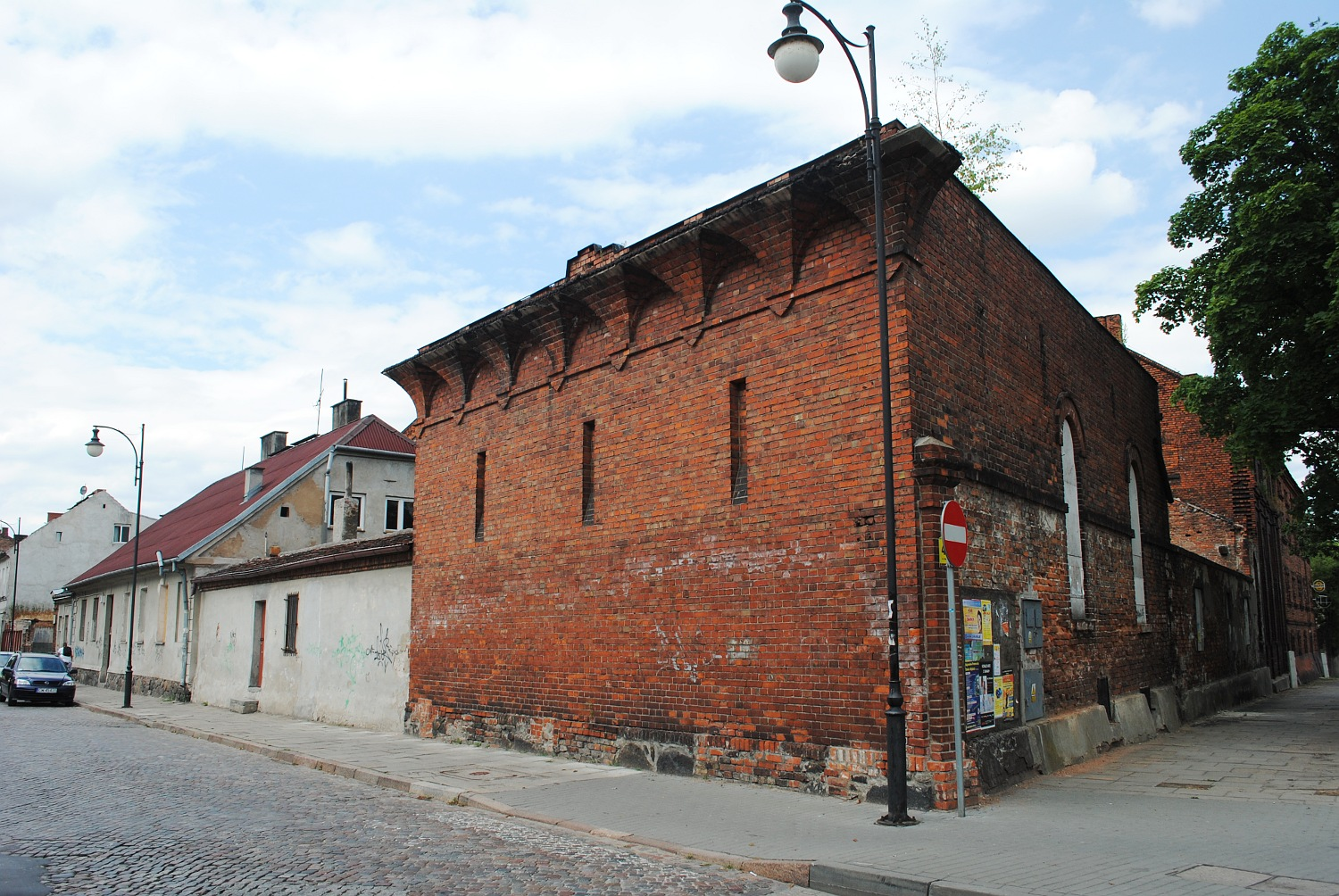
Da esquerda: Casa de Administrador, Armazém 3

### Armazém 3
O edifício está situado ao longo da rua Bechi, na direcção da Łęgska. E criado por três segmentos: menor - primeiro do Vístula, central e esquinado. Na fachada do edifício do lado da rua Łęgska podemos encontrar, não encontrável em nenhum outro edifício em Włocławek, friso de topo na forma de dossel em alvenaria do motivo de arcos quebrados, referindo notavelmente às tendências do neogótico.

### Casa de Administrador
Eis único edifício designado, desde do inicio, ao cumprimento de funções residenciais e deste modo é usado até hoje. Mora aqui atualmente 7 famílias. A construção e disposição espacial é típica para a urbanização do século XVIII com a parede central como uma chaminé e espaços localizados no único eixo.   

## Revitalização

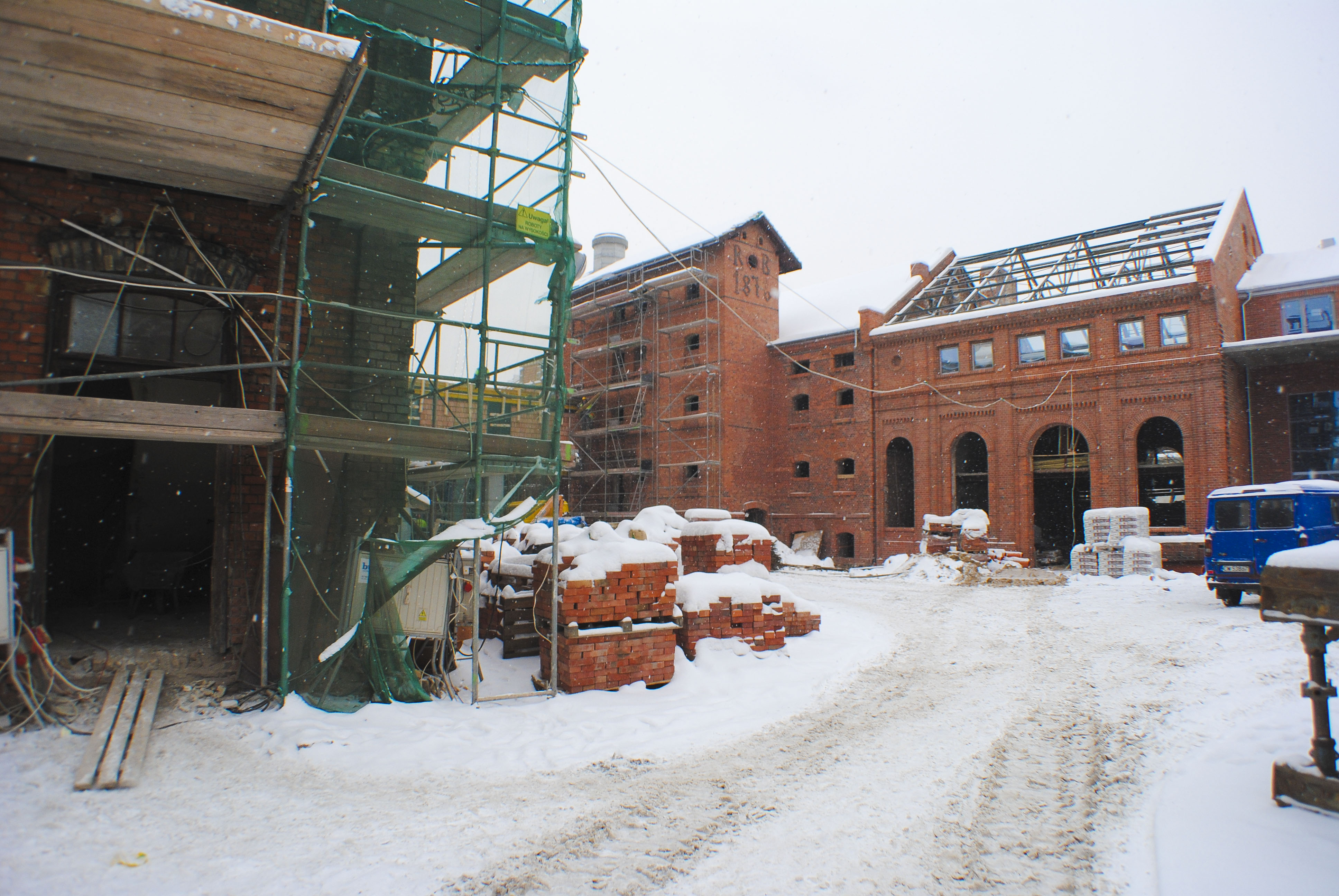
Obras de construção

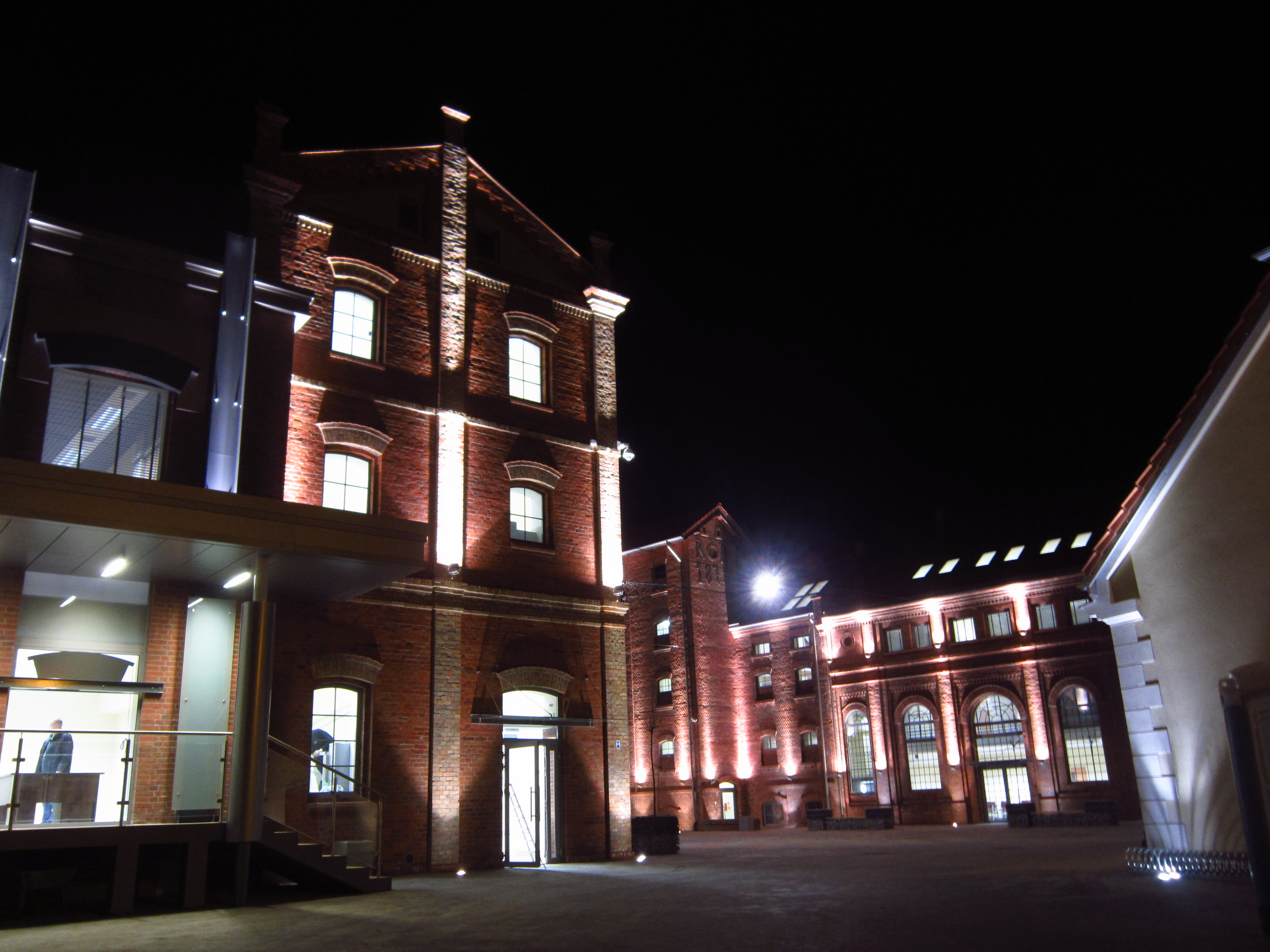
Iluminação da Cervejaria reconstruída

A revitalização dos edifícios históricos da cervejaria ficou como um dos prioridade da Câmara Municipal de Włocławek. A realização do projecto em relação com números problemas prolongou-se. A cidade por muito teve o problema com a desapropriação do último imóvel que faz parte do complexo (a administração local não foi o proprietário da totalidade do complexo). A cidade decidiu a adquirir do proprietário privado o imóvel na rua Łęgska, comparado legalmente por ele em 2003 da cidade, invocando-se a cláusula sobre direito a recompra. A decisão final sobre a propriedade do terreno foi declarada pelo Tribunal de apelação em Gdansk, que designou as autoridades locais de Włocławek como o proprietário do imóvel. O projeto da revitalização deste lugar pressupõe demolição de alguns objetos sem valor histórico. Neste lugar, são planejados novos  edifícios arquitetonicamente ligados às fachadas históricas de tijolo. Depois do fim de reestruturação será lançado o Centro da Cultura Cervejaria B. Nos edifícios serão lançados vários espaços de exposição, didáctica, uma grande sala de dança, sala de entretenimento como também salas de conferências e de multifunções.
No Centro vão tomar lugar entre outros atividades extracurriculares para os estudantes de escolas de vizinhanças. Vão ficar ali salas de computadores ou para aprendizagem da língua estrangeira. Estes espaços poderão ser usados pelas instituições e organizações não-governamentais como também pelas associações para realizar a sua atividade estatutária. No edifício poderíamos encontrar as salas para aprendizagem de dança, canto ou fotografia. Vão ser as salas para os encontros de integração.
Em 30 de dezembro de 2011, na Câmara Municipal de Włocławek, depois do concurso público foi assinado o contrato com um empreiteiro, a empresa Molewski de Chodecz. A realização do projeto custou 37 milhões 547 mil de zloty (PLN), o término do fim das obras foi determinado no contrato para 30 de Setembro de 2013. O investimento está financiado parcialmente da soma de 18 milhões 469 mil de zloty (PLN) pelo Fundo Europeu de Desenvolvimento Regional como atividade da campainha do Programa Operacional da Região para os anos 2007-2013.